# Tarija
Tarija (San Bernardo de Tarija) ist die südlichste Großstadt im südamerikanischen Anden-Staat Bolivien. Die Stadt wurde am 4. Juli 1574 von Luis de Fuentes y Vargas mit dem Namen „Villa de San Bernardo de la Frontera de Tarixa“ gegründet.
Tarija ist seit dem Jahr 1924 Sitz des römisch-katholischen Bistums Tarija. Dessen Kathedrale ist die Kirche San Bernardo.

## Lage im Nahraum
Tarija ist zentraler Ort des Municipio Tarija und Hauptstadt der Provinz Cercado sowie des Departamento Tarija, das an Argentinien und im Osten an Paraguay grenzt. Die Stadt liegt östlich der Cordillera de Sama am linken, östlichen Ufer des Río Nuevo Guadalquivir, der 36 Kilometer unterhalb der Stadt nach der Vereinigung mit dem Río Camacho den Namen Río Tarija trägt.

## Geographie
Tarija liegt günstig zwischen den verschiedenen Klimazonen des Landes, am Rande der Anden in einer Höhe von rund 1900 m, so dass meist mildes und angenehmes Wetter herrscht (siehe Klimadiagramm Tarija). In der Regenzeit zwischen Dezember und Februar (Sommermonate) kommt es häufig zu wolkenbruchartigen Gewittern. Der Rest des Jahres ist ausgesprochen niederschlagsarm.
Durch die jahrhundertelange Rodung ist die Landschaft erodiert und die Stadt von einer kahlen Bergkette umrahmt. Früher einmal war das Gebiet um Tarija die Getreidekammer Boliviens. Heute besteht der besondere Reichtum der Region im Erdgas.

## Bevölkerung
Die Einwohnerzahl der Stadt ist in den dreieinhalb Jahrzehnten zwischen den Volkszählungen auf ein Mehrfaches angestiegen:
| Jahr | Einwohner | Quelle       |
| ---- | --------- | ------------ |
| 1976 | 38.500    | Volkszählung |
| 1992 | 90.113    | Volkszählung |
| 2001 | 135.783   | Volkszählung |
| 2012 | 179.528   | Volkszählung |
| 2024 |           | Volkszählung |

Die alteingesessenen Einwohner von Tarija bezeichnen sich selbst als Tarijeños, vor allem die vom Umland (Campo) Zugezogenen auch als Chapacos. Sie sind als Nachfahren von Europäern (vor allem andalusische Kolonisatoren) und der zur Zeit der Kolonialisierung in der Region lebenden Ethnien wie beispielsweise den Tomatas, Churumatas oder Chiriguanos überwiegend relativ hellhäutige Mestizen, die alle Spanisch sprechen und mehrheitlich katholisch sind. Angehörige indigener Völker bilden nur eine Minderheit der Bevölkerung. Allerdings führt der seit Jahren starke Zuzug aus hochländischen Departamentos wie Potosí und Chuquisaca zu einer Stärkung von Einwohnergruppen mit indigener Identität. Zuwanderer vor allem aus Argentinien, dem arabisch-türkischen Raum (pauschal Turcos genannt, vergleiche Diaspora des Libanon), Kroatien (vergleiche Kroatische Diaspora in Übersee) und dem deutschsprachigen Raum haben die Bevölkerung und ihre Kultur ebenfalls maßgeblich beeinflusst.

## Wirtschaft und Bildung

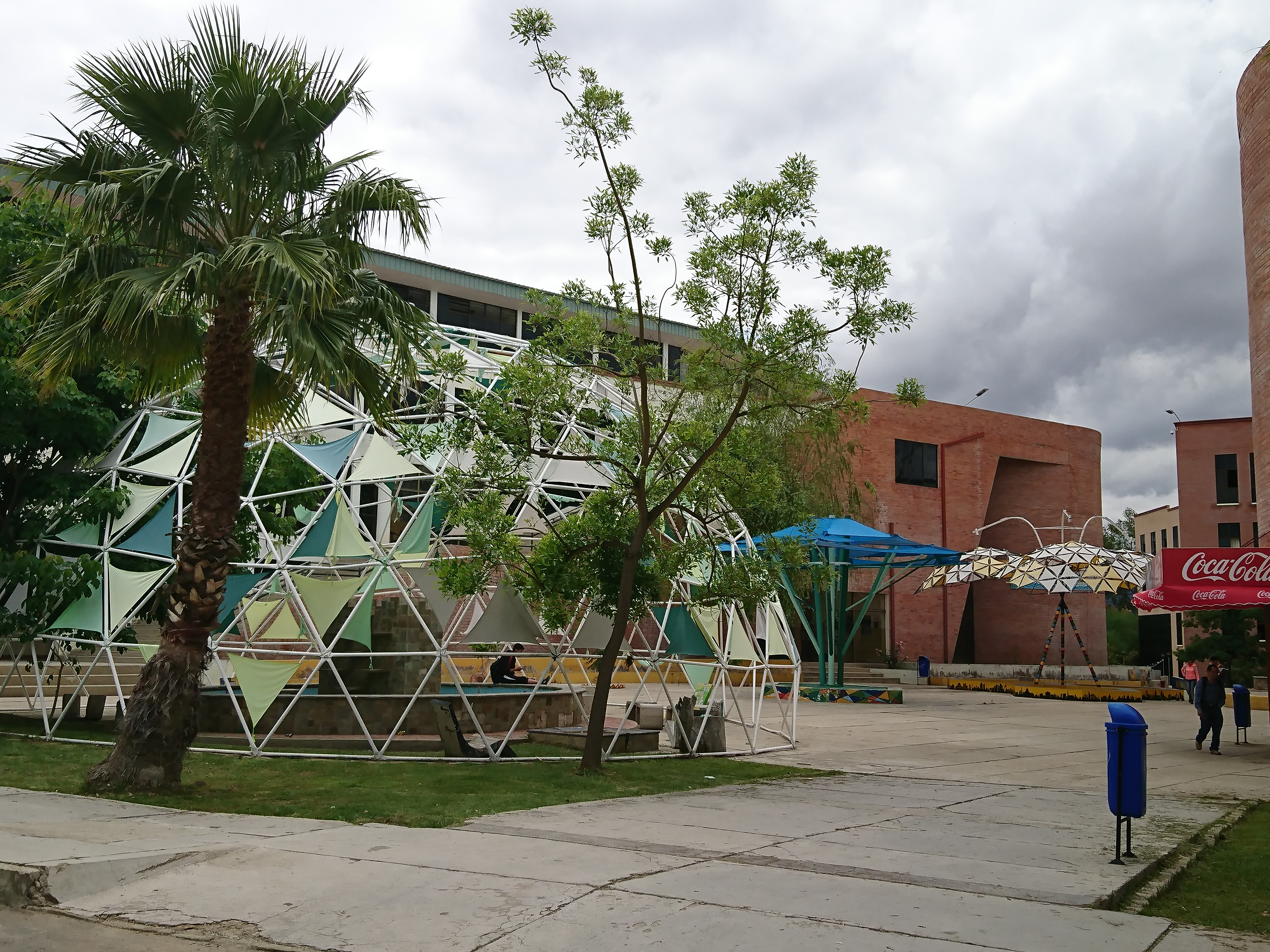
Autonome Universität Juan Misael Saracho

Das wirtschaftliche Leben der Stadt ist von Verwaltung, Versorgungsbetrieben, Handel sowie kleinen Service- und Handwerksbetrieben geprägt. Filialen der bolivianischen Banken und Telekommunikationsunternehmen spielen ebenfalls eine wichtige Rolle als Arbeitgeber. Internationale Handels- und Gastronomie-Ketten sind hingegen kaum präsent.
Obwohl es nur wenig Industrie gibt, ist Tarija doch eine der moderneren Städte Boliviens, mit vielen aufgeschlossenen Einwohnern, die sich am europäischen Lebensstil orientieren. Der Stellenwert von Bildung steigt, immer mehr junge Menschen machen einen Abschluss an einer der Universitäten. Mit den der Stadt zugewiesenen Geldmitteln aus der Gasförderung des Departamentos konnten rund um das Jahr 2010 neue Sport- und Gesundheitseinrichtungen, Verwaltungs-, Schul- und Universitätsgebäude, touristische Attraktionen sowie Markthallen finanziert werden.
Im nahen Umland wird hauptsächlich Landwirtschaft betrieben, wobei hier insbesondere Obst und Weinbau zu nennen sind. Die Wein- und Singani-Produktion gewann in den letzten Jahren eine immer größere Bedeutung. Mit modernen Produktionsanlagen und stetig verbesserter Qualität gelingt es der Branche zunehmend, internationaler Märkte zu erschließen. Die Wurzeln des Weinbaus in Tarija führen zurück bis in das 16. Jahrhundert, als spanische Missionare die ersten Reben pflanzten. Heute haben zahlreiche Bodegas Vertriebsstrukturen in Tarija etabliert und prägen Teile der Innenstadt.
Der bereits seit langem bestehende Plan zur Einrichtung eines leistungsfähigen Industrieparks (Parque industrial de Tarija) im Umfeld der Stadt konnte bislang noch nicht umgesetzt werden.

## Folklore
Der kulturelle Reichtum der Region zeigt sich in den farbenfrohen Festen, den besonderen Instrumenten und Tänzen (z. B. Chacarera). Kulinarisch sind die vielfältigen Maisgerichte (choclos) und Erdnusssuppe (sopa de maní) zu nennen.
Jeden Sommer findet die Fiesta grande de Tarija statt. Ihr Ursprung liegt im Bedürfnis der Bevölkerung, für Gesundheit und den Schutz der Familie zu beten. Die Stadt wird prächtig geschmückt für verschiedene Umzüge in traditionellen Kostümen. In den Tänzen und Gesängen von Pilgern in farbenfroher Kleidung zeigt sich die tiefe Religiosität der Menschen.
2021 wurde die Fiesta grande von der UNESCO in die Repräsentative Liste des immateriellen Kulturerbes der Menschheit aufgenommen.

## Tourismus

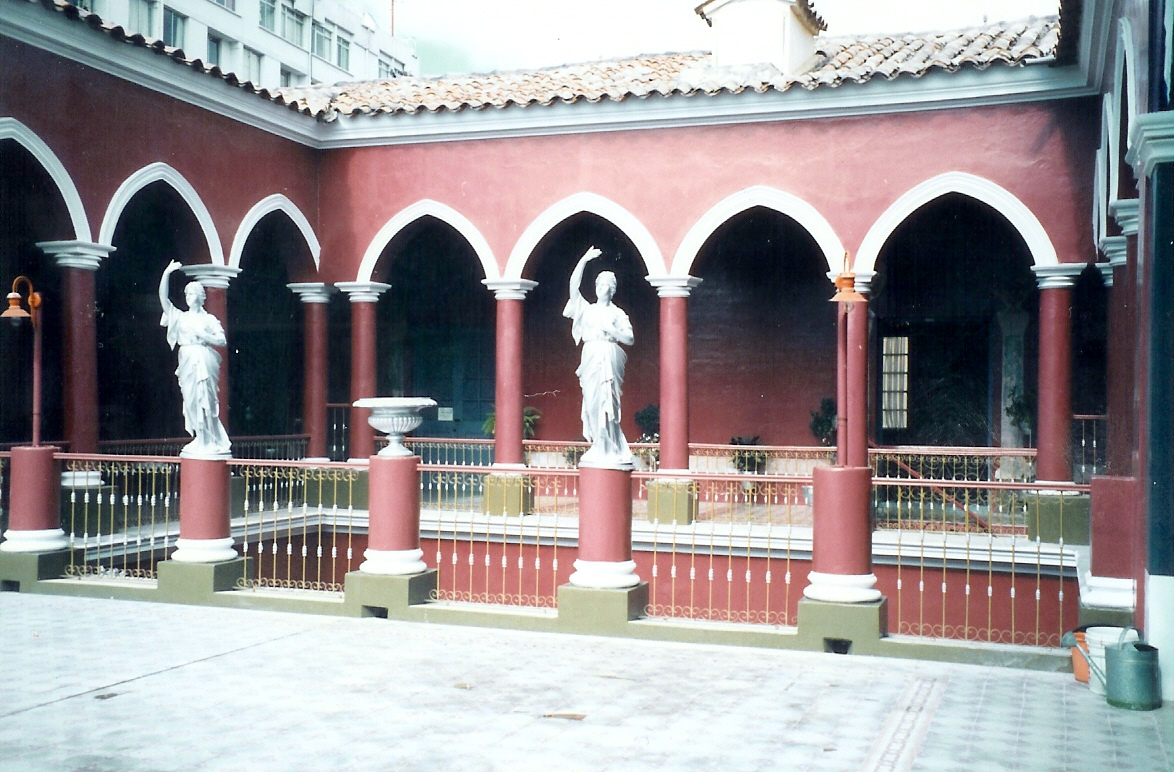
Casa Dorada in Tarija

Aufgrund seiner Abgelegenheit ist Tarija kein primäres Touristenziel in Bolivien. Vor allem in der Karnevalszeit, im April (Kulturmonat, Feiertag des Departamentos (15. April zum Gedenken an die Tablada-Schlacht), Gewerbeausstellung Fexpo im Messegelände San Jacinto) und im Pilgermonat August (Wallfahrt zur Jungfrau von Chaguaya sowie Fiesta Grande de San Roque mit Prozessionen der Chunchos) herrscht jedoch stets ein erhöhtes Besucheraufkommen.
Die Kirche San Francisco wurde im Jahr 1606 gegründet und ist damit eine der ältesten im Departamento. Eine Bibliothek mit mehr als 15.000 Bänden von hohem historischen Wert und eine kolonialzeitliche Pinakothek sind der Kirche angeschlossen. In der Metropolitankathedrale, die 1810 von den Jesuiten erbaut wurde, befindet sich heute eine öffentliche Schule und das Kathedralmuseum mit einer Sammlung von Ölgemälden, Silbergeräten und mit Einlegearbeiten aus Stein verzierte goldene Kelche. Die Kirche San Roque ist das Zentrum für Festlichkeiten. Die erhöhte Lage der 1632 gegründeten Kirche San Juan erlaubt einen Rundblick über die gesamte Stadt. Hier wurde nach der Schlacht von La Tablada am 15. April 1817 die Kapitulation der Spanier verkündet. Die Casa Dorada dient als Haus der Kultur und besitzt eine Fassade, an deren oberen Teil Statuetten zu sehen sind. Im Inneren existierte ein Atrium mit Statuetten von triumphierenden Frauen.
Im Museum für Paläontologie, Archäologie und Geschichte sind Exponate aus prähistorischer Zeit ausgestellt, darunter Funde von Dinosaurierarten. Etwa 500 der vorhandenen Stücke können Säugetieren zugeordnet werden, stammen aus dem Quartär und wurden in der Höhle von Tarija gefunden. 200 Versteinerungen von wirbellosen Tieren stammen aus dem Paläozän. Etwa 5000 Stein- und Keramikstücke, wie Speere, Pfeilspitzen, Krüge, Töpfe und Schmuckstücke, befinden sich in der archäologischen Abteilung.
In der Nähe der Stadt liegt die Sternwarte der Akademie der Wissenschaften. Abends ist es der Bevölkerung zur Planeten-, Mond- und Sternenbeobachtung zugänglich. Bei Himmelsphänomenen, wie dem Vorbeiflug eines Kometen, kommen Wissenschaftler aus der ganzen Welt hierher, um mit Hilfe der modernen Teleskope eine Beobachtung vorzunehmen.
Als Ausgangspunkt für Ausflüge in das Umland ist Tarija ebenfalls ideal. Die zum Teil spektakuläre Flora und Fauna, die Berge, Flüsse, Schluchten und Täler sowie Wein- und Wallfahrtsorte bieten dem Besucher zahlreiche Möglichkeiten für Wanderungen, Radtouren oder Ausfahrten.
Siehe auch: Tourismus im Departamento Tarija

## Verkehrsnetz
Durch Tarija verläuft ein Zweig des interamerikanischen Schnellstraßen-Systems Panamericana, das Alaska im Norden mit Feuerland im Süden des Kontinents verbindet. Dieser Zweig ist die bolivianische Nationalstraße Ruta 1, die von Desaguadero an der peruanischen Grenze im Norden über die Metropolen El Alto/La Paz, Oruro, Potosí und Tarija bis Bermejo an der argentinischen Grenze im Süden führt.
Über die Nationalstraße Ruta 11 ist Tarija auch mit dem bolivianischen Tiefland verbunden, wo sie auf die Ruta 9 trifft, die das gesamte Tiefland von Yacuiba im Süden über die Metropole Santa Cruz bis nach Guayaramerín an der brasilianischen Grenze im Norden durchschneidet.
Es gibt keinen Schienenverkehr und die Flüsse sind nicht schiffbar. Der innerhalb des Stadtgebiets liegende Flughafen Tarija hat direkte Verbindungen zu mehreren Großstädten Boliviens. Stadtbusse (Micro) dominieren den öffentlichen Verkehr der Region Tarija. Daneben gibt es zahlreiche Linientaxis (Trufis), welche die Stadtteile und Vororte mit der Innenstadt und dem Bauernmarkt (Mercado Campesino) verbinden. Auch zu entfernteren Zielen wie Bermejo oder Yacuiba verkehren PKW mit Platz für sechs bis acht Personen. Im Jahr 2015 wurde die Konstruktion des neuen, außerhalb der Kernstadt liegenden, Fernbusbahnhofs Tarijas fertiggestellt, zum Jahreswechsel 2016/2017 nahm er seinen vollen Betrieb auf.

## Städtepartnerschaften
- Brasschaat, Belgien, seit 2003, Fokus auf Jugend und Sport[6]

- Salta, Argentinien, seit dem 8. März 2004
- San Salvador de Jujuy, Argentinien, seit dem 8. März 2004

## Söhne und Töchter der Stadt
- Aniceto Arce Ruiz (1824–1906), Silbermagnat, Politiker und Präsident von Bolivien
- Víctor Paz Estenssoro (1907–2001), Politiker und Präsident von Bolivien
- Óscar González Alfaro, bekannt als Oscar Alfaro (1921–1963), Dichter, Autor, Erzähler, Lehrer und Publizist
- Víctor Brown (1927–?), Fußballspieler
- Mario Mena (1928–2013), Fußballspieler
- William Bluske Castellanos (1928–2005), Politiker und Diplomat
- Horacio Gallardo (* 1981), Radrennfahrer
- Adriana Farfán (* 1993), Fußballschiedsrichterin
- Valeria Quispe (* 1997), Leichtathletin
- Moisés Paniagua (* 2007), Fußballspieler